# Jordan Tolbert
Jordan Wayne Tolbert (Fort Worth, Texas, 8 de noviembre de 1992) es un baloncestista estadounidense. Con 2,01 metros de estatura, juega en la posición de ala-pívot.

## Trayectoria deportiva

### Universidad
Jugó tres temporadas con los Red Raiders del Universidad Tecnológica de Texas, en las que promedió 10,7 puntos y 5,7 rebotes por partido, En 2014 fue transferido a los Mustangs de la Universidad Metodista del Sur, teniendo que estar un año parado debido a las normas de la NCAA. Tras el parón, jugó una temporada en la que promedió 11,6 puntos y 8,5 rebotes por partido.

### Profesional
Tras no ser elegido en el Draft de la NBA de 2016, disputó las ligas de verano con Atlanta Hawks, donde promedió 2,0 puntos y 2,3 rebotes en los tres partidos que jugó. En el mes de julio firmó su primer contrato profesional con el Junior Casale de la Legadue Gold italiana, Allí jugó una temporada como titular, en la que promedió 10,4 puntos y 7,6 rebotes por partido.
En julio de 2017 fichó por el Hyères-Toulon Var Basket de la Pro A francesa.
En octubre de 2024 se unió a los Khasin Khuleguud Broncos de la MBL de Mongolia.